# Капане ди Сото (Пистоја)
Капане ди Сото је насеље у Италији у округу Пистоја, региону Тоскана.
Према процени из 2011. у насељу је живело 19 становника. Насеље се налази на надморској висини од 823 м.